# ثعلب ماکولاتوم
ثعلب ماکولاتوم (نام علمی: Zygopetalum maculatum) نام یک گونه از تیره ثعلبیان است. این گونه بومی پرو، بولیوی و برزیل است. این گونه اغلب در ارتفاعات حدوداً ۱۱۰۰ تا ۲۵۰۰ متری یافت می‌شود.